# مهرجان مونتريال السينمائي العالمي
مهرجان مونتريال السينمائي العالمي ( بالإنجليزية: Montreal World Film Festival)، (بالفرنسية: le Festival des Films du Monde)‏ هو أحد أقدم المهرجانات السينمائية الدولية في كندا ومهرجان الأفلام التنافسي الوحيد في أمريكا الشمالية المعتمد من قبل الاتحاد الدولي لجمعيات منتجي الأفلام (على الرغم من أن مهرجان تورونتو السينمائي الدولي هو المهرجان الوحيد غير التنافسي المعتمد في أمريكا الشمالية)، تم تأسسه عام 1977 كبديل لمهرجان مونتريال السينمائي الدولي البائد (1960–1968)، الذي يقام سنويًا في أواخر أغسطس في مدينة مونتريال في كيبيك. على عكس مهرجان تورونتو السينمائي الدولي، الذي يركز بشكل أكبر على الأفلام الكندية وأفلام أمريكا الشمالية الأخرى، لدى مهرجان مونتريال السينمائي العالمي تنوع أكبر في الأفلام من جميع أنحاء العالم. تم إلغاء المهرجان في 2019.

## أنظر أيضا
- مهرجان الخيال السينمائي الدولي (FanTasia)
- تيليفيلم كندا
- مهرجان تورونتو السينمائي الدولي (TIFF)

## روابط خارجية
- "الموقع الرسمي". مؤرشف من الأصل في 2019-06-26.